# Cruz de Piasca
La cruz de Piasca es una escultura gótica cruciforme proveniente de Liébana, esmaltada en limosinos, ejemplo destacado de la escultura de la época en Cantabria, España. Se conservaba en Piasca, donde estuvo el monasterio de Santa María la Real, del cual queda la iglesia; pero tras muchas vicisitudes decidió trasladarse al Museo Diocesano, sito en Santillana del Mar, para su seguridad.
Estilísticamente se encuentra en un estadio intermedio entre el Románico y el Gótico. Fue elaborada en el siglo XIII en Limoges, Francia, localidad cuyos talleres gozaron de grandísima fama durante la Edad Media. Se trata de una cruz doble de cobre dorado y esmaltada al champlevé. No se conserva entera, pues se han perdido los remates de los brazos.